# Al-Zarqali
Abū Isḥāq Ibrāhīm ibn Yaḥyā al-Naqqāsh al-Zarqālī (in arabo إبراهيم بن يحيى الزرقالي‎?; Toledo, 1029 – Siviglia, 1087) è stato un astronomo e astrologo arabo.

## Biografia

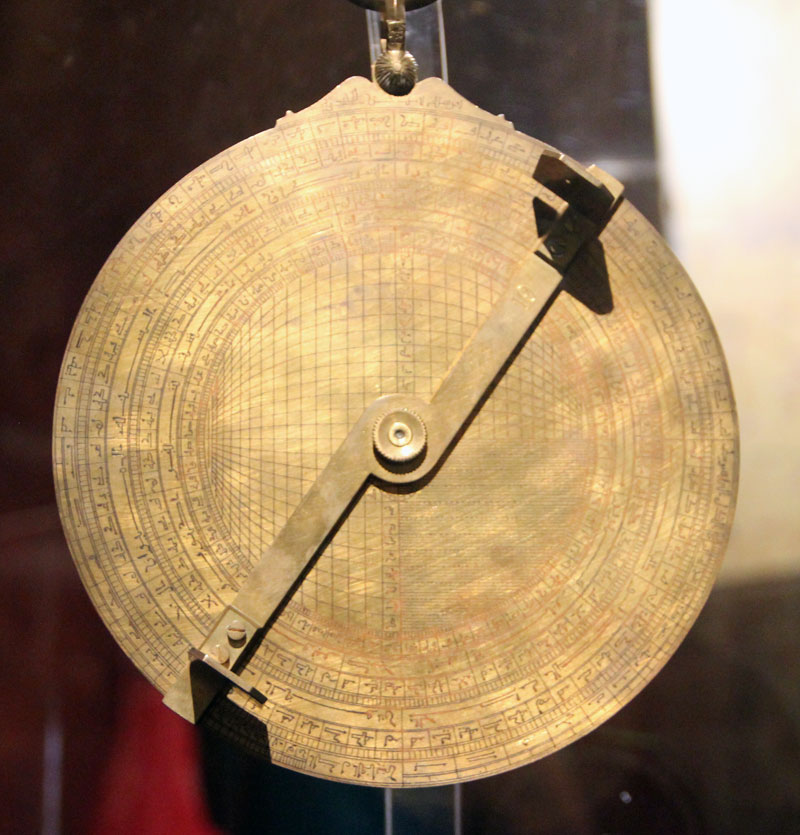
Copia di un astrolabio realizzato da Al-Zarqali

Il suo nome ha molte varianti: da Ibn az-Zarqalah, Azarquiel, El Zarquiel e Arzachel, quest'ultimo più diffuso nel Medioevo.
Svolse la sua attività di astronomo prevalentemente nella città di Toledo, raggiungendo presto notorietà anche all'estero.
Sua opera principale, frutto di innumerevoli osservazioni della volta celeste, fu Le Tavole di Toledo o Tavole toledane, la cui precisione servì da punto di riferimento per la compilazione delle Tavole alfonsine, messe a punto da astronomi arabi ed ebrei di al-Andalus durante il regno di Alfonso X di Castiglia.
Le sue opere influenzarono Ibn Bajja (Avempace), Ibn Tufayl (Abubacer), Ibn Rushd (Averroè), Ibn al-Kammad, Ibn al-Ha'im al-Ishbili e Nur al-Din al-Bitruji (Alpetragius).
Il nome di al-Zarqālī è anche legato a un nuovo e pratico astrolabio, il cui uso si diffuse dappertutto nei secoli successivi.
Gli è stato dedicato il cratere lunare Arzachel, di 97 km di diametro.